# Bullet Theory/My Dying Day
Bullet Theory/My Dying Day è uno split EP tra Funeral for a Friend e Moments in Grace, pubblicato il 20 aprile 2004 con etichetta Salad Days Records. L'EP contiene la canzone Bullet Theory dei Funeral for a Friend, già uscita come singolo il 3 ottobre 2003 e contenuta nell'album di debutto Casually Dressed & Deep in Conversation; e My Dying Day dei Moments in Grace, dall'album d'esordio Moonlight Survived. L'EP è stato pubblicato unicamente in vinile.

## Tracce
Lato A
1. Bullet Theory – 3:52

Lato B
1. My Dying Day – 2:46

## Formazione

### Band

#### Funeral for a Friend
- Matthew Davies-Kreye - voce
- Kris Coombs-Roberts - chitarra
- Darran Smith - chitarra
- Ryan Richards - batteria
- Gareth Davies - basso

#### Moments in Grace
- Jeremy Griffith - voce e chitarra
- Justin Etheridge - chitarra
- Jake Brown - basso
- Timothy Kirkpatrick - batteria

### Altro personale

#### Funeral for a Friend
- Colin Richardson - produzione, mixaggio e ingegneria
- Matt Hyde - ingegneria
- Will Bartle - ingegneria
- Richard Woodcraft - ingegneria
- Howie Weinberg - Masterizzazione presso Masterdisc

#### Moments in Grace
- Brian McTernan - produzione, mixaggio e ingegneria
- George Marino - Masterizzazione presso Sterling Sound